# Рамос, Энтони
Энтони Рамос Мартинес (англ. Anthony Ramos Martinez; род. 1 ноября 1991, Нью-Йорк, Нью-Йорк, США) — американский актёр, певец и автор песен. Известен ролями Ноя Диаса в фильме «Трансформеры: Восхождение Звероботов» (2023) и Паркера Роббинса / Капюшона в сериале Disney+ «Железное сердце» (2025), являющемся частью Кинематографической вселенной Marvel.

## Карьера

### Театр
Музыкальное образование Энтони Рамос получал в 2009—2011 годах в Американской музыкальной и драматической академии. Отбор для поступления в Академию ему помогла оплатить учительница музыки в его старшей школе, после чего он учился на полной стипендии. Начиная с 2011 года Рамос играл в региональных постановках и турне. В 2014 году он прошёл кастинг во внебродвейскую постановку будущего хит-мюзикла «Гамильтон» Лин-Мануэля Миранды. В Общественном театре и бродвейском театре Ричарда Роджерса Рамос играл в «Гамильтоне» с премьеры в начале 2015 года до ноября 2016 года «двойную» роль Джона Лоренса и Филипа Гамильтона. В 2018 году Рамос исполнил главную роль Уснави в другом мюзикле Лин-Мануэля Миранды «На высотах» в Центре искусств имени Джона Кеннеди в Вашингтоне.

### Кино и телевидение
| Год       |    | Русское название                     | Оригинальное название             | Роль                           |
| --------- | -- | ------------------------------------ | --------------------------------- | ------------------------------ |
| 2015      | с  | Юная                                 | Younger                           | Хулио                          |
| 2016      | ф  | Белая девушка                        | White Girl                        | Кайло                          |
| 2016      | с  | Закон и порядок: Специальный корпус  | Law & Order: Special Victims Unit | Хуан Флорез                    |
| 2017      | с  | Уилл и Грейс                         | Will & Grace                      | Тони                           |
| 2017      | с  | Ей это нужно позарез                 | She's Gotta Have It               | Марс Блэкмон                   |
| 2017      | ф  | Патти Кейкс                          | Patti Cake$                       | инженер звукозаписи            |
| 2018      | ф  | Монстры и люди                       | Monsters and Men                  | Мэнни Ортега                   |
| 2018      | ф  | Звезда родилась                      | A Star Is Born                    | Рамон                          |
| 2018      | ф  | Годзилла 2: Король монстров          | Godzilla: King of the Monsters    | капрал Мартинез                |
| 2018      | тф |                                      | Summertime                        | Фрэнки                         |
| 2020      | ф  | Гамильтон                            | Hamilton                          | Джон Лоуренс / Филип Гамильтон |
| 2020      | ф  | Честный вор                          | Honest Thief                      | Рамон Холл                     |
| 2021      | ф  | На высоте мечты                      | In the Heights                    | Уснави                         |
| 2021—2021 | с  |                                      | In Treatment                      | Эладио Рестрепо                |
| 2021—2021 | с  | Слепые пятна                         | Blindspotting                     | Йорки                          |
| 2022      | мф | Плохие парни                         | The Bad Guys                      | Мистер Пиранья                 |
| 2023      | ф  | Дурные деньги                        | Dumb Money                        | Маркос                         |
| 2023      | ф  | Трансформеры: Восхождение Звероботов | Transformers: Rise of the Beasts  | Ной Диас                       |
| 2024      | ф  | Смерч 2                              | Twisters                          | Хави                           |
| 2025      | ф  | Долгий путь                          | Distant                           | Энди Рамирез                   |
| 2025      | с  | Железное сердце                      | Ironheart                         | Паркер Роббинс / Капюшон       |
| 2025      | мф | Плохие парни 2                       | The Bad Guys 2                    | Мистер Пиранья                 |
| 2025      | ф  | Дом динамита                         | A House of Dynamite               |                                |

## Награды и номинации
| Год  | Премия                                  | Категория                                                   | Номинированная работа | Итог      |
| ---- | --------------------------------------- | ----------------------------------------------------------- | --------------------- | --------- |
| 2016 | Зрительская премия Broadway.com         | Любимый актёр второго плана в мюзикле                       | Гамильтон             | Номинация |
| 2016 | Зрительская премия Broadway.com         | Лучший новичок в мужской роли                               | Гамильтон             | Номинация |
| 2019 | Премия Гильдии киноактёров США          | За лучший актёрский состав в игровом кино                   | Звезда родилась       | Номинация |
| 2021 | Премия ассоциации голливудских критиков | Лучший актёр в главной роли                                 | На высоте мечты       | Победа    |
| 2021 | «Эмми»                                  | Лучшая мужская роль второго плана в мини-сериале или фильме | Гамильтон             | Номинация |
| 2021 | People's Choice Awards                  | Актёр в драматическом фильме                                | На высоте мечты       | Номинация |
| 2022 | Золотой глобус                          | Лучший актёр — комедия или мюзикл                           | На высоте мечты       | Номинация |
| 2022 | Спутник                                 | Лучшая мужская роль — кинофильм                             | На высоте мечты       | Номинация |